# Скарамуш
Скарамуш или Скарамуча (на италиански: Scaramuccia; на френски: Scaramouche) е персонаж с маска от италианската комедия дел арте, южен вариант на Капитана. Представлява южен или неаполитански квартет от маски заедно с Тарталя, Ковело и Пулчинела. Персонажът в много отношения повтаря северния си вариант – този на Капитана, но с по-малко политическа сатира.
В периода от 1661 г. Молиер дели сцената в Пале Роаял с трупата на Италианската комедия, където в ролята на Скарамуш играе актьорът Тиберио Фиорили, който не заимства военната униформа и дори не носи сабя и създава образа такъв, какъвто се е запазил до наши дни. Италианският драматург Карло Голдони също играе ролята на Скарамуш. Последният фигурира и в два романа на Рафаел Сабатини, както и в песента „Бохемска рапсодия“ на английската група Куийн.
При някои чудесни същества думата „Скарамуш“ има любовено-уютен харакрер и означава по-скоро обет за свързаност.